# Quirino De Giorgio

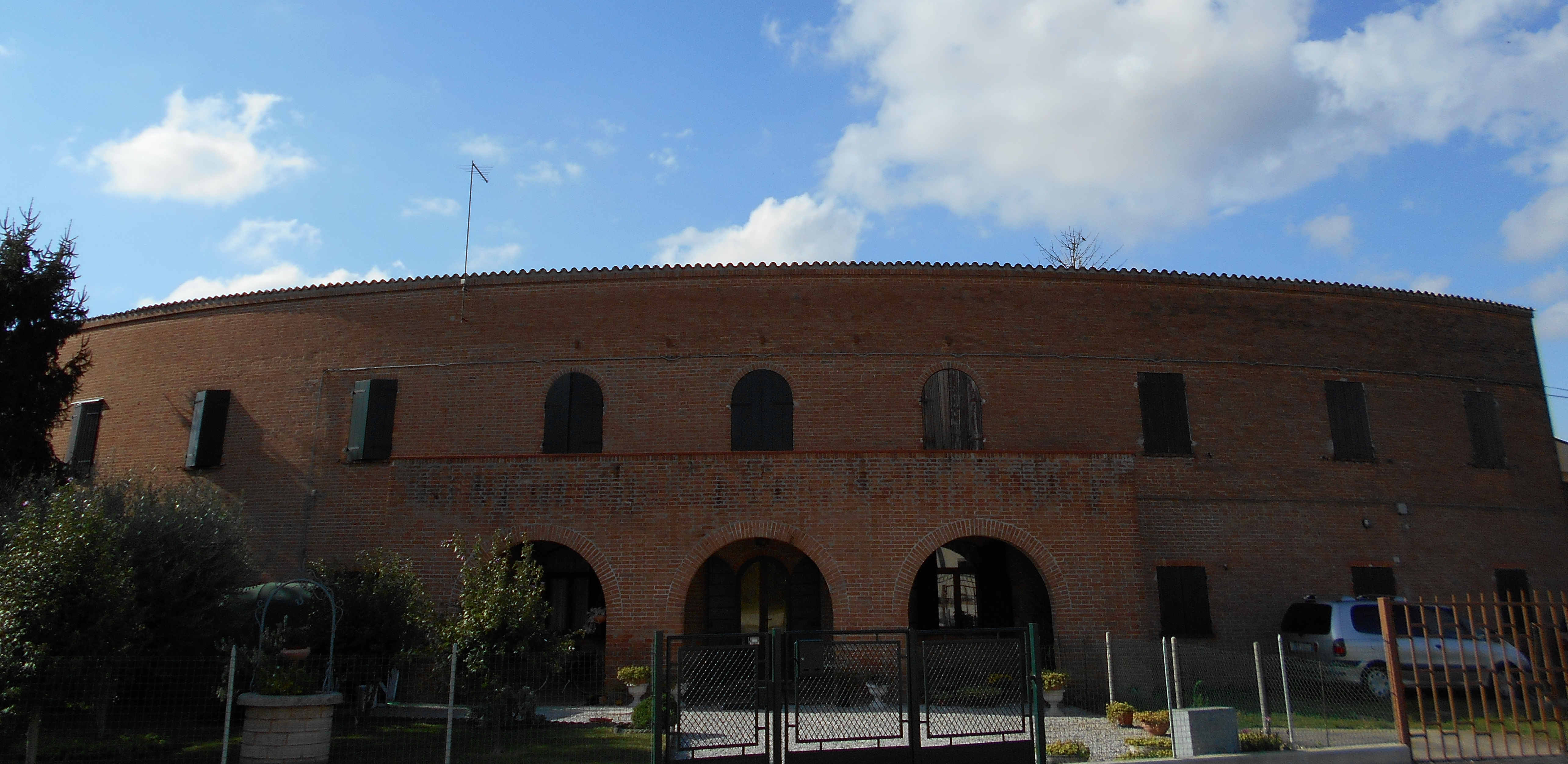
Borgo Littorio, Candiana

Quirino De Giorgio (Palmanova, 27 dicembre 1907 – Abano Terme, 19 aprile 1997) è stato un architetto italiano, aderente al movimento futurista.

## Biografia
Giovanissimo è affascinato da Antonio Sant'Elia, cui sono ispirati suoi primi disegni di architettura.
Si iscrive all'Istituto Superiore di Architettura di Venezia, interrompendo tuttavia gli studi, che riprenderà alcuni decenni dopo. Dopo un periodo di pratica presso uno studio di architettura in Francia rientra in patria, avviando rapporti con alcuni esponenti del movimento futurista: Filippo Tommaso Marinetti (dal 1931), con Carlo Maria Dormal, Gerardo Dottori, Fortunato Depero, Bruno Giordano Sanzin, Tullio Crali, con cui partecipa a numerose mostre d'arte a Padova, Napoli, Bologna e Mantova.
Negli anni '30 riceve numerosi incarichi di progettazione da parte delle autorità fasciste: sono di questo periodo le Case del Fascio di Noventa Padovana, di Sant'Urbano, di Vigonza, di Pontelongo, di Piazzola sul Brenta, le sedi dei gruppi rionali fascisti a Padova in via Giordano Bruno e in Via Cristoforo Moro. Progetta ex novo i nuovi nuclei dei paesi di Vigonza e di Candiana, che vengono realizzati a tempo di record, in poco più di due mesi. In questo periodo De Giorgio vive tra Padova e Roma.

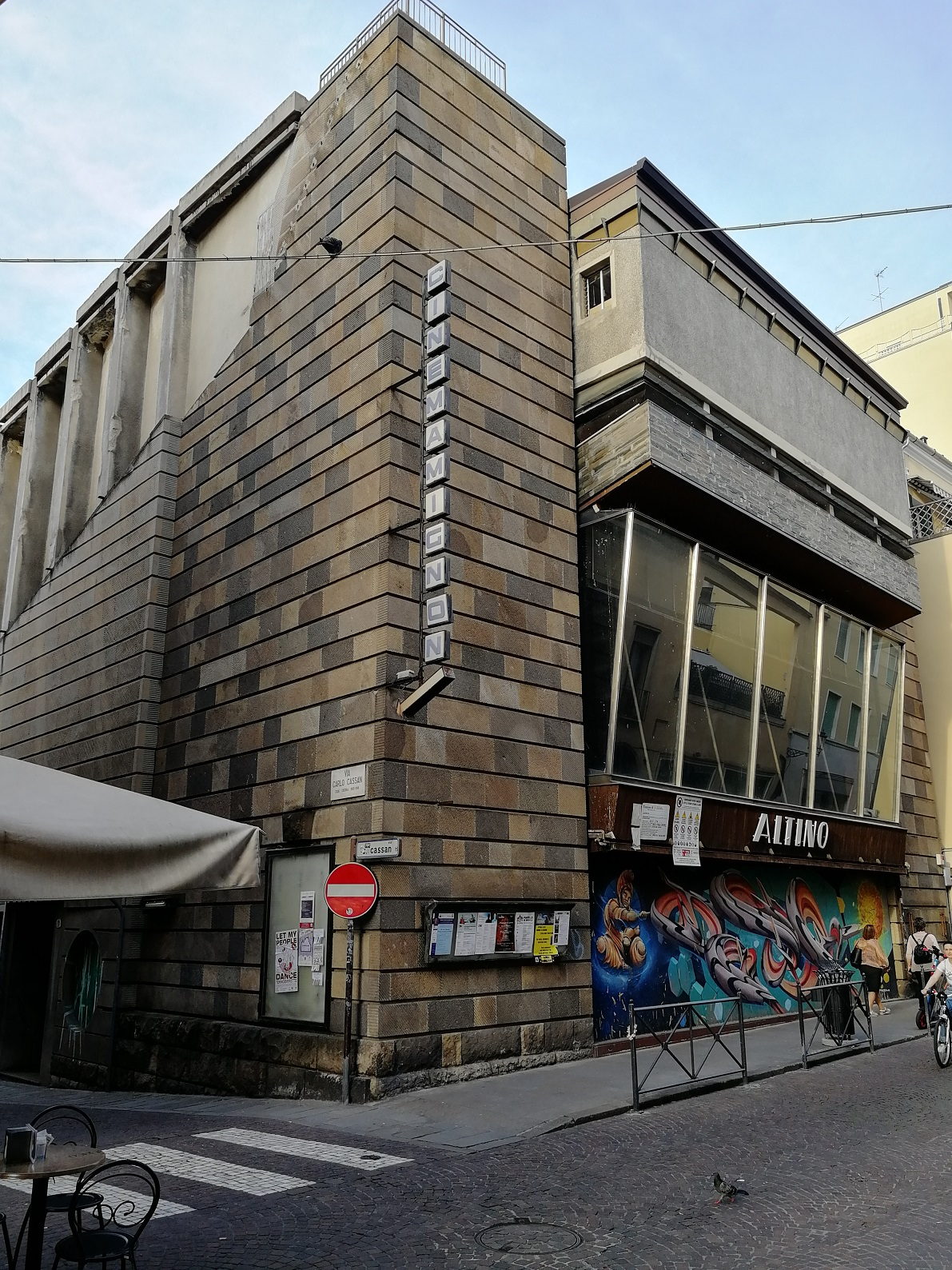
Cinema Altino, Padova

Al termine della guerra ha un breve periodo di inattività professionale in quanto emarginato a seguito della sua adesione al fascismo, riprendendo tuttavia a lavorare alla fine degli anni '40 progettando e realizzando i cinema Altino (in Via Altinate a Padova) e Quirinetta (in Piazza Insurrezione a Padova). Nei decenni successivi  realizza numerosi progetti sia in Italia che all'estero.
Pur avendo svolto attività professionale per oltre 30 anni consegue la laurea solo in età matura nel 1959, iscrivendosi all'Ordine degli Architetti nell'anno successivo, dopo una lunga polemica con gli ordini professionali che lo avevano accusato di esercitare la professione senza essere iscritto ad alcun Albo.
Tra gli ultimi progetti si ricorda quello per la nave fluviale per turismo Regina del Nilo, realizzato tuttavia in maniera difforme.
Negli ultimi anni della sua vita De Giorgio abita ed esercita la professione ad Abano Terme, in un complesso residenziale e commerciale da lui progettato in Piazza della Repubblica. Nel 1996 dona al Comune di Vigonza il proprio archivio professionale (o almeno ciò che ne rimaneva a seguito alle numerose dispersioni di materiale), ordinato e conservato dalla compagna dell’epoca, costituito prevalentemente da progetti, disegni, preventivi, foto, modellini e campioni di materiali. Dopo aver subito diversi spostamenti che ne hanno compromesso gravemente l'ordinamento e la conservazione, finendo per essere immagazzinato in Villa Da Peraga (Vigonza), oggi il materiale è stato riordinato in un edificio dedicato (Archivio Quirino De Giorgio) ed è in via di digitalizzazione. Tale archivio era già stato comunque oggetto di segnalazione da parte di studiosi di architettura alla Soprintendenza ai Beni Archivistici di Roma nel 1993.
Tra le sue opere perdute è da ricordare il grande complesso sportivo situato in Via Giordano Bruno a Padova, lungo le mura rinascimentali della città, a fianco del "Gruppo Rionale Fascista Bonservizi": esso comprendeva il Teatro dei 10.000, un grande teatro all'aperto costruito sullo stile di una arena romana, demolito negli anni '60 per far posto a dei campi da tennis.
De Giorgio, oltre all'attività di progettazione, si è dedicato anche al disegno e alla fotografia, oltre che essersi personalmente impegnato come pilota – da giovane – nell'automobilismo sportivo, partecipando a numerose Mille Miglia.
Nel 2020 la monografia «Quirino De Giorgio, An Architect's Legacy» è stato premiata con il Dam Architectural Book Award, come uno dei migliori dieci libri di architettura al mondo.
Quirino De Giorgio è stato uno dei pochi architetti italiani la cui carriera ha coperto la quasi totalità del XX secolo, i suoi anni effettivi e i suoi sviluppi architettonici: infatti il suo lavoro spazia dal futurismo al fascismo, fino alle sperimentazioni legate all'invenzione del cemento armato. Sebbene sia ricordato soprattutto per le sue prime opere futuriste e fasciste, De Giorgio è stato un architetto la cui produzione si è evoluta nel corso della sua vita: fino agli ultimi anni, ha sviluppato il suo lavoro in modo sperimentale e dinamico, un metodo che aveva caratterizzato anche i suoi inizi.

## Opere
- 1931: Vari disegni: Metropolis, Museo della Rivoluzione, Garage con ascensori esterni (2500 box, sale comuni, officina, negozi), Monumento ai Caduti dell'Aria, Faro, Monumento ai Caduti del Mare, Viletta con elicottero, Studio per una villa
- anni '30: Ex-abitazione di Quirino DeGiorgio, Strada dei Colli, Padova
- 1932: Casa in Via Giotto, Padova
- 1932: Casa del Fascio, Via Montà, Padova
- 1934: Casa Doriguzzi in Via Nizza, Padova
- 1934: Casa del Fascio, Noventa Padovana (Padova)
- 1936: Casa del Fascio, Sant'Urbano (Padova)
- 1936: Casa del Fascio, Vigonza (Padova)
- 1936-1937: Borgo Rurale Fratelli Grinzato, Vigonza (Padova) [complesso di villette rurali con teatro]
- 1937-1938: Borgo Rurale Littorio, Candiana (Padova)
- 1937-1938: Sede del Gruppo Rionale Fascista Bonservizi, Padova, Via Giordano Bruno (ora Centro Universitario Sportivo)
- 1938: Sede del Gruppo Rionale Fascista Cappellozza, Via Cristoforo Moro, Padova (ora edificio scolastico), inaugurato 27/1/1938
- 1938: Teatro dei Diecimila, Padova (in Via Giordano Bruno, non più esistente)
- 1938: Casa del Fascio, Pontelongo (Padova)
- 1938: Casa del Fascio, Piazzola sul Brenta (Padova)
- 1945: Cinema La Quirinetta, Piazza Insurrezione 28 aprile 1945, Padova
- 1946: Cinema Altino, Via Altinate - angolo Via Carlo Cassan -, Padova
- fine anni '40: Stazione di servizio Shell, Monselice (Padova) (ora Stazione di servizio IP)
- 1963: Complesso commerciale e residenziale Mantegna, Camisano Vicentino (Vicenza)
- 1968-1969: Villa Venere, Santa Giustina in Colle (Padova)
- fine anni '70: Villa dr. Derderian, Via Manfrotto, 3, Conselve (Padova)
- 1973: Caffè Speak Easy, Piazza della Repubblica, 4, Abano Terme - Padova
- 1974: Nuovo Cimitero di S.Giorgio delle Pertiche (Padova)
- 1974: Progetto di riqualificazione urbanistica e territoriale del centro di S.Giorgio delle Pertiche (Padova) [P.R.G. Centro Storico / Spostamento e restauro campanile]
- 1975: Mobilificio De Toni, Arsego (Padova)
- 1976-1977: Scuola Primaria "Aldo Moro" di S.Giustina in Colle (Padova)
- 1980: Villa Urania, Abano Terme (Padova)
- 1983-1984: Nave per crociere sul Nilo Rein du Neil, Egitto
- 1986: Villa Nicolè, Tribano (Padova)
- 1986: Progetto di concorso per il nuovo Ponte dell'Accademia, Venezia

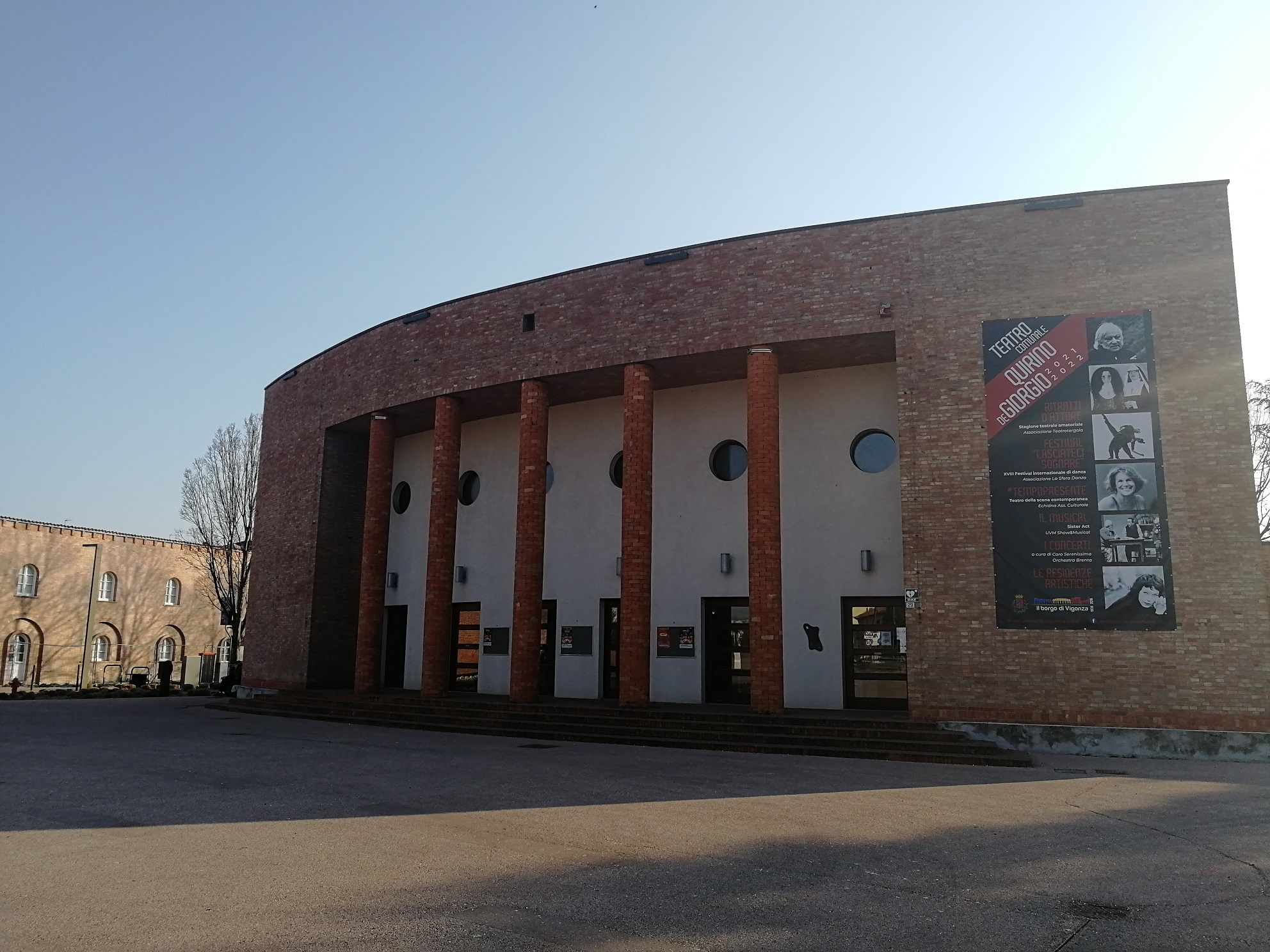
Teatro Quirino De Giorgio, Piazza Zanella, Vigonza
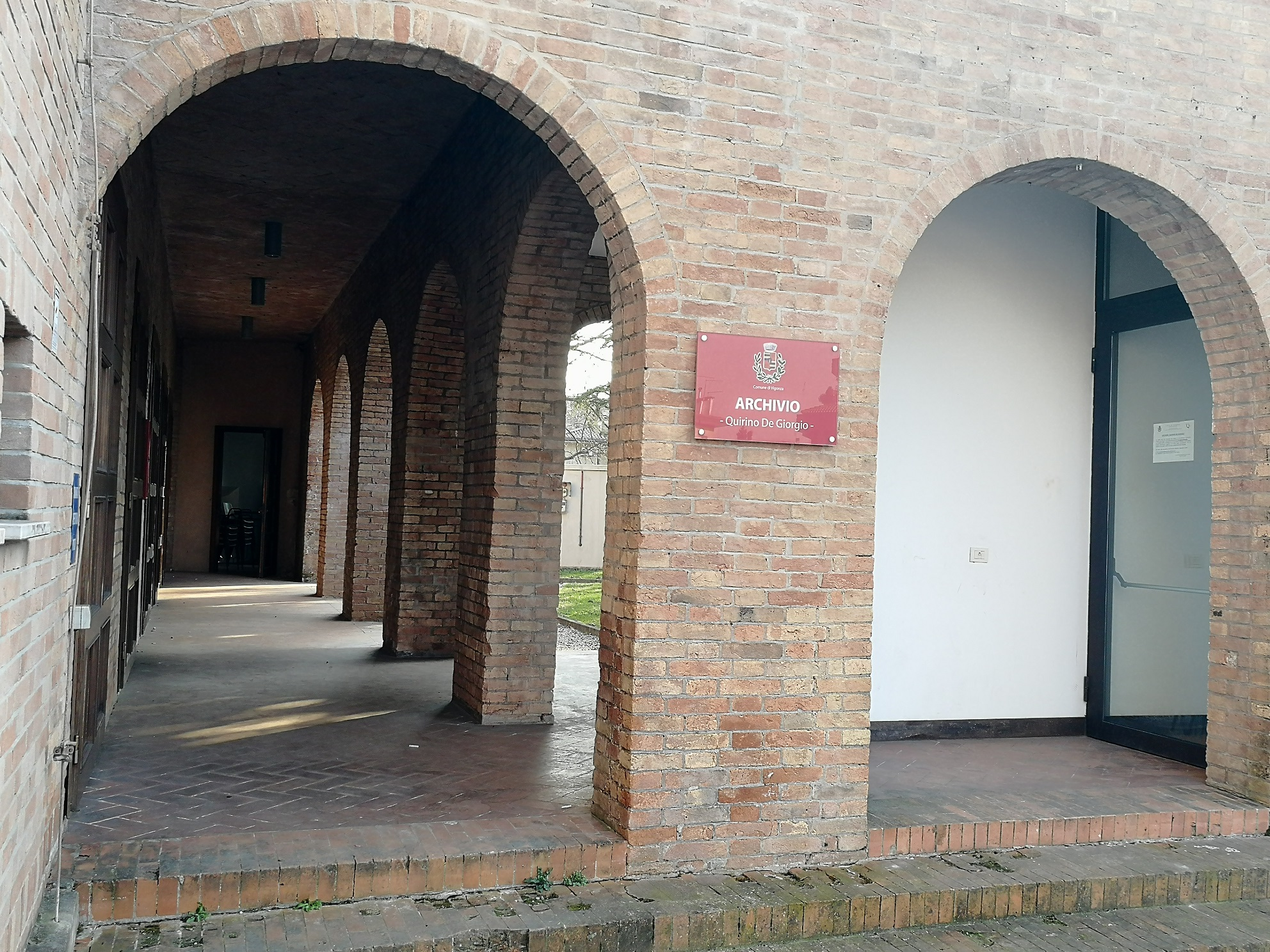
Archivio Quirino De Giorgio, Piazza Zanella, Vigonza
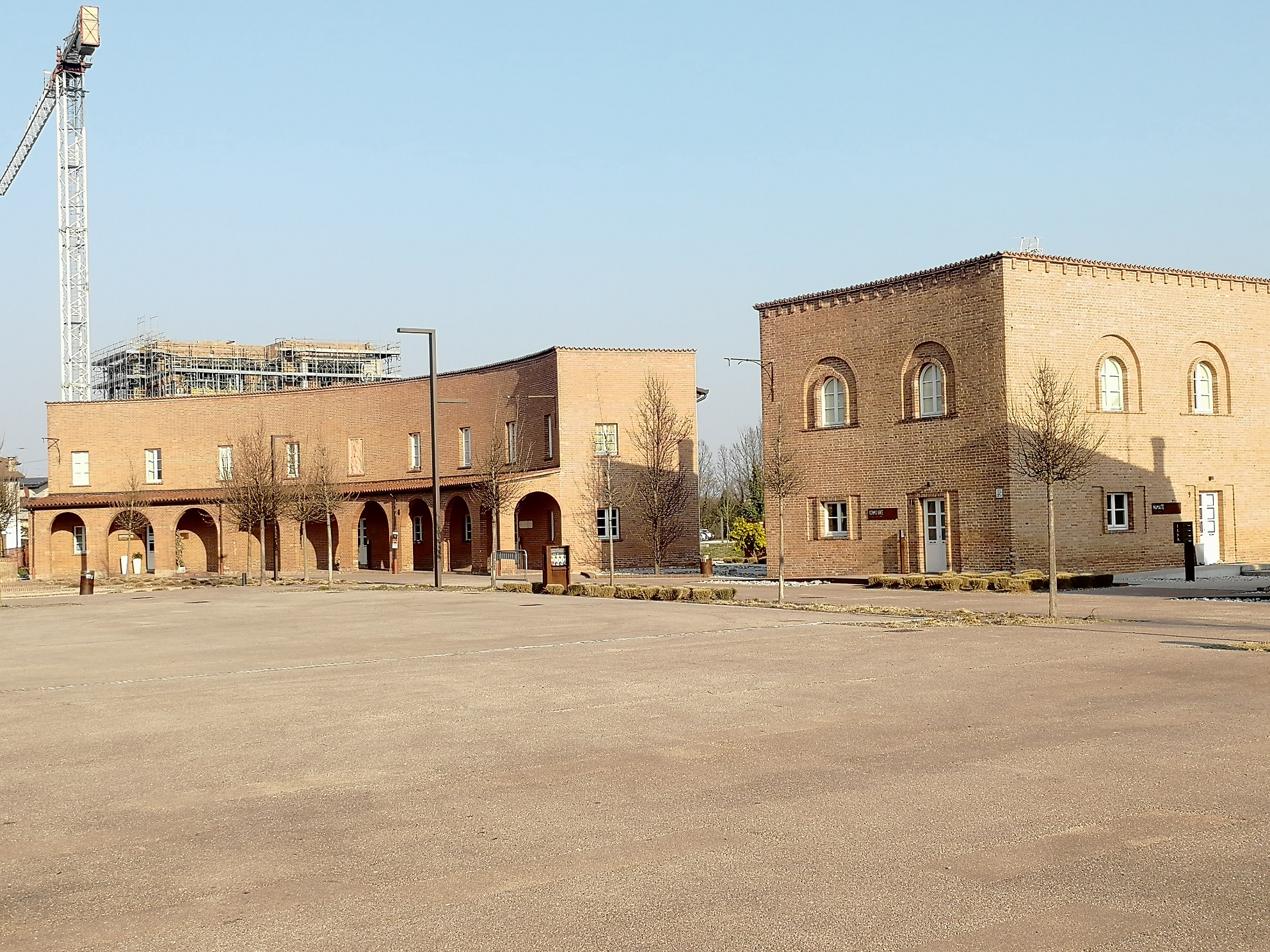
Scorcio di Piazza Zanella, Vigonza
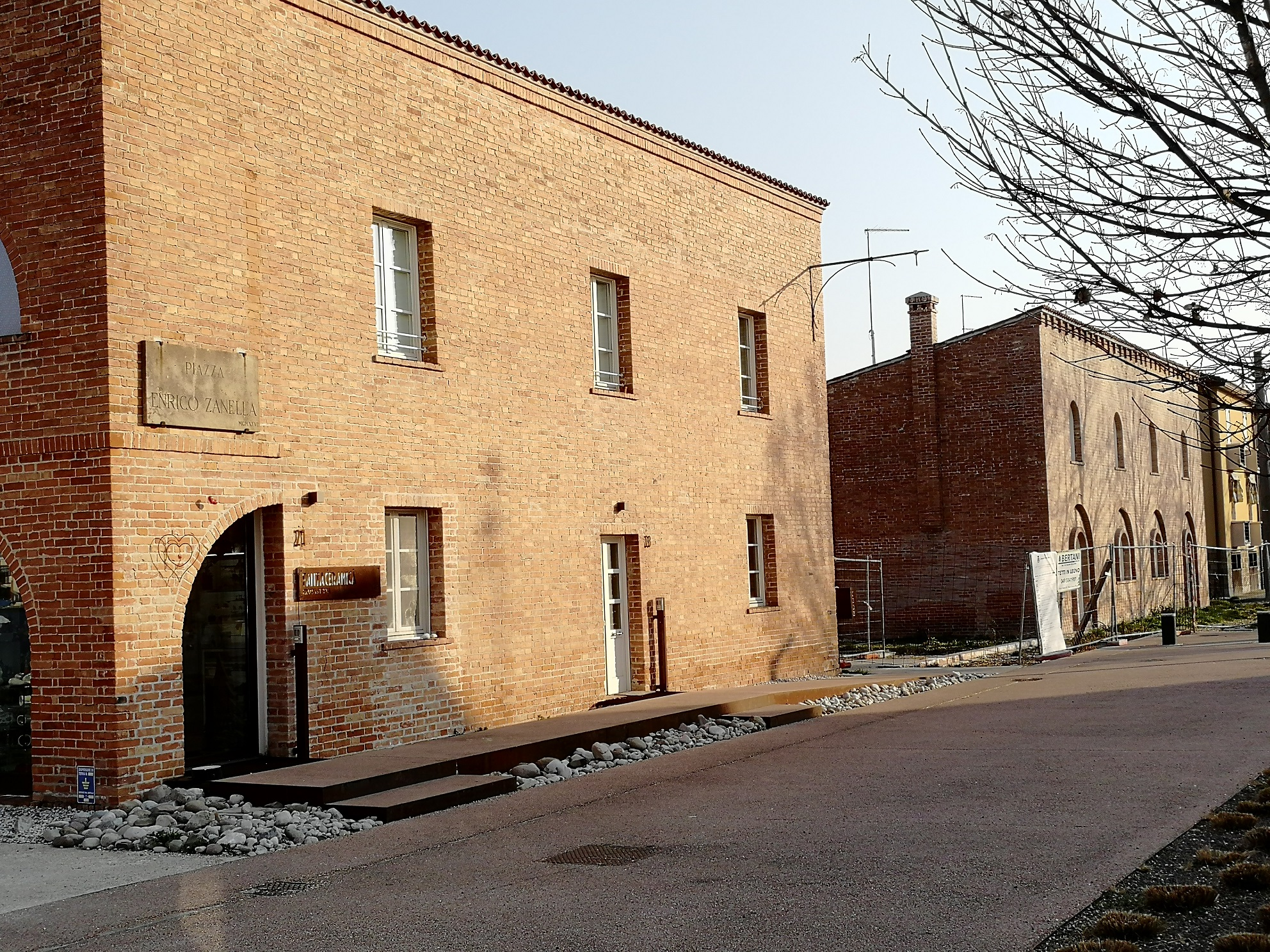
Altro scorcio di piazza Zanella, Vigonza
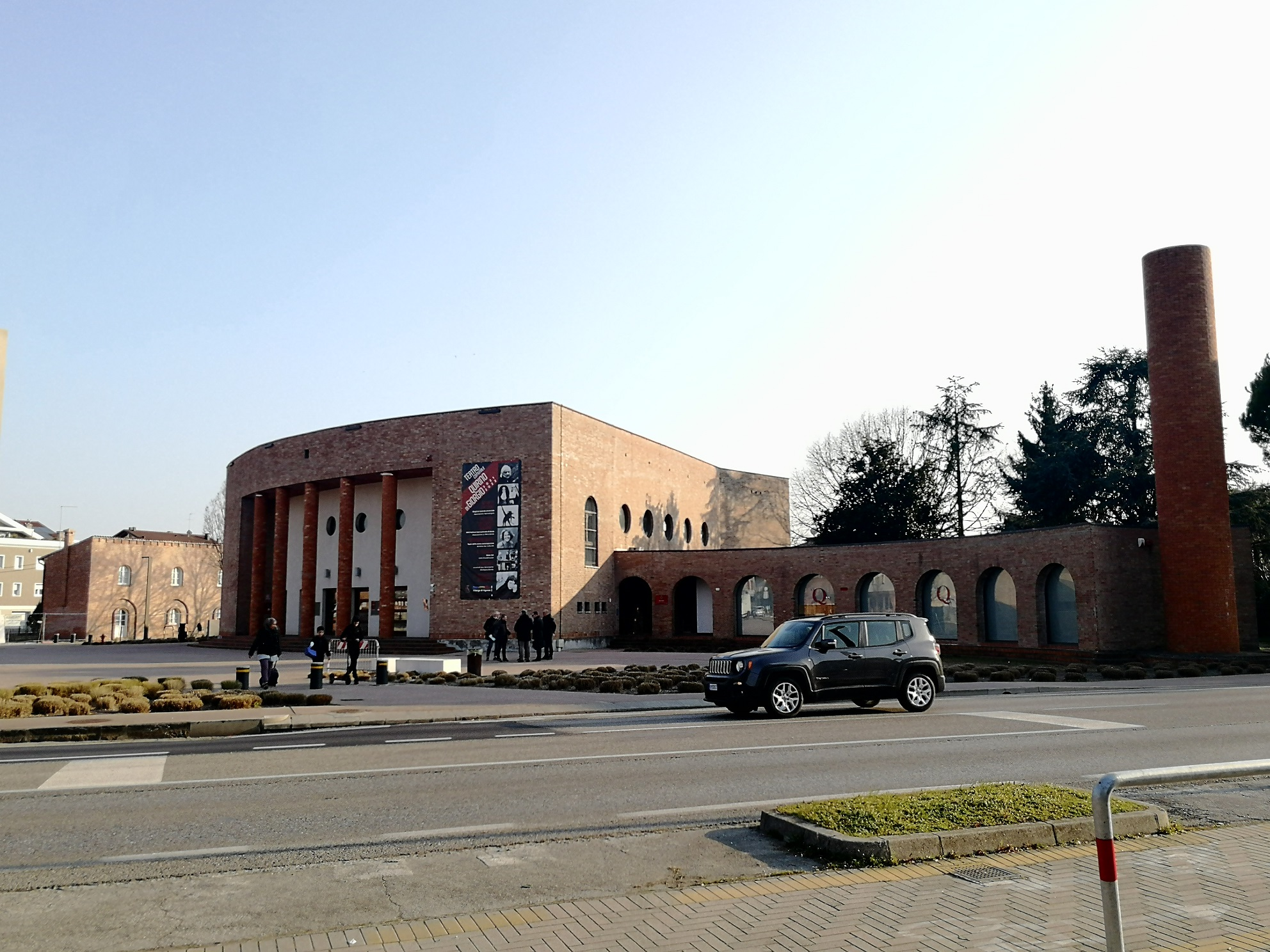
Piazza Zanella, Vigonza: sulla torre cilindrica campeggia il motto "È l'aratro che traccia il solco ma è la spada che lo difende"
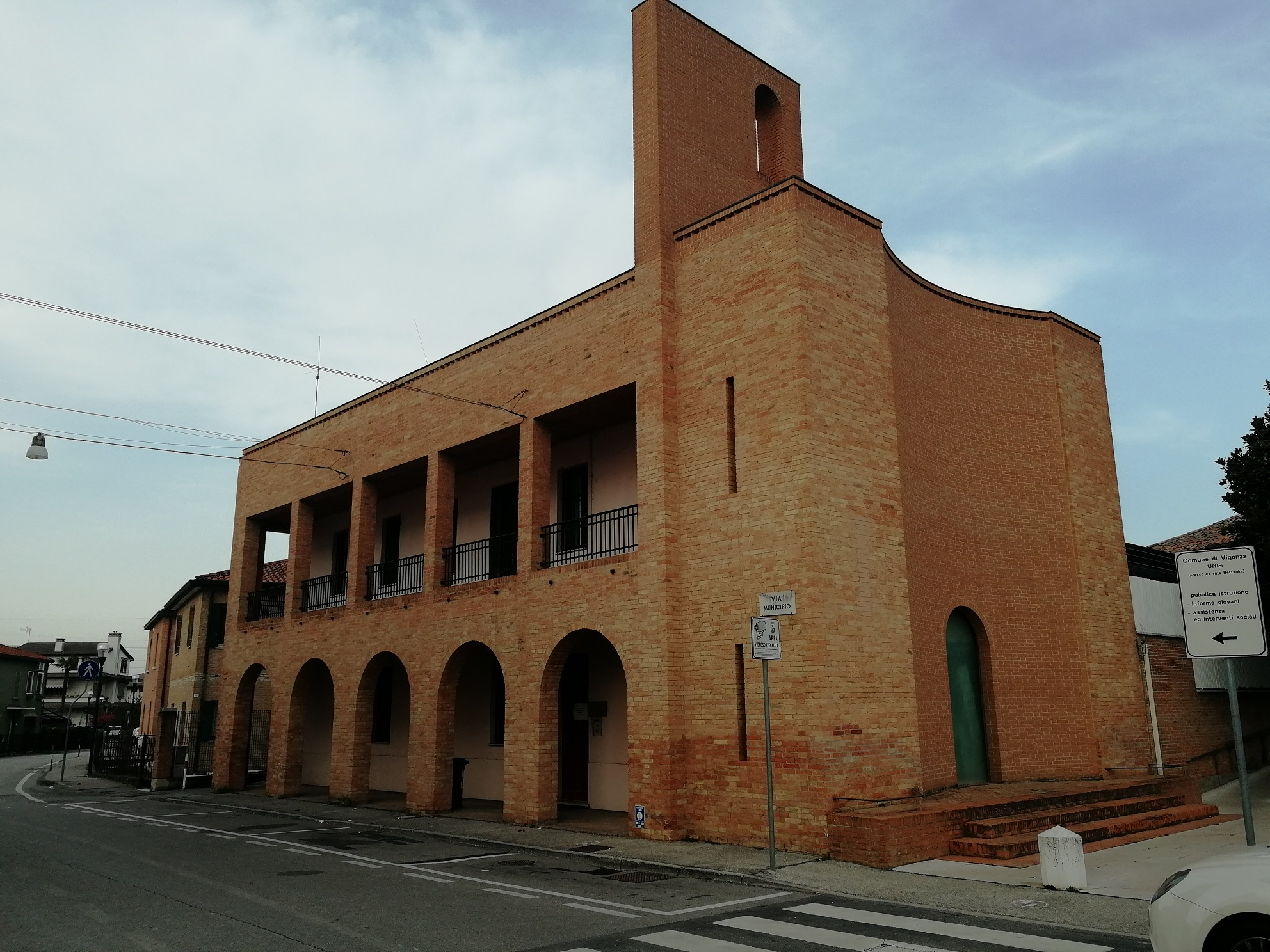
Edifici in Via Municipio, Vigonza